# سوئدی‌ها
سوئدی‌ها (به سوئدی: svenskar) ملت و قومیتی هستند بومی سوئد که عموماً در سوئد و دیگر کشورهای نوردیک زندگی می‌کنند و برخی مردم کشورهای دیگر دارای نیاکان سوئدی بوده‌اند.